# 国際コメ年
国際コメ年（英語: International Year of Rice）は国際連合が2004年と定めた国際年。世界の半数以上の人々がコメを主食としており、貧困と飢餓の緩和に高く貢献していることに気付くことを目的とする。

## 概要
米が世界人口の半数以上の主食であるため、国連ミレニアム宣言を含めた国際的な支持を得た開発目標を達成することに鑑み、食糧安全の確保と貧困の撲滅において米の果たす役割を考え直すきっかけとすることを目的として、第76回国際連合総会にて定められた国際年である。
内容として、国際連合食糧農業機関に対し、各国政府、国際連合開発計画、国際農業研究センターに関する諮問グループおよび国際連合システムのその他関連組織や非政府組織との協働により、国際コメ年の実施を促進するよう促すことが含まれている。
これは数多く定められた国際年の一つであり、同様の目的で定められた国際年には2008年の「国際ポテト年」、2016年の「国際マメ年」がある。